# Гамбурзька державна та університетська бібліотека імені Карла фон Осецького
53°33′53″ пн. ш. 9°59′07″ сх. д. / 53.56486° пн. ш. 9.98519° сх. д.
Гамбурзька державна та університетська бібліотека імені Карла фон Осецького (скорочено Stabi або SUB Hamburg) — найбільша академічна бібліотека міста-держави Гамбурга та регіону міста Гамбурга.
Функціонує як центральна бібліотека Гамбурзького університету та інших державних університетів та науково-дослідних установ (Університетська бібліотека) і в той же час служить для постачання літератури та інформації для науки, культури, преси, бізнесу, адміністрації та зацікавленої громадськості.
Бібліотека виконує завдання державної та архівної установи та має право на обов'язковий примірник для Гамбурга. Таким чином, бібліотека займає центральне місце в бібліотечній системі Гамбурга. З 1983 року бібліотека носить ім'я Карла фон Осецького, німецького публіциста і лауреата Нобелівської премії миру з Гамбурга.
З 2 вересня 2019 року посаду директора бібліотеки обіймає Роберт Цепф.

## Розташування й будівля
З 1945 року бібліотека розташована в районі Ротербаум міського округу Аймсбюттель. Будівля бібліотеки входить до головного кампусу університету за адресою Von-Melle- Park 3.
Комплекс будівель складається із «старої будівлі» колишньої гімназії Вільгельма на розі Грінделалле/Моорвайденштрассе, суміжної 16-поверхової складської вежі 1960 року та головного корпусу («нового корпусу») 1982 року, який виходить на Фон-Мелле-Парк. В останньому розміщено абонементний центр із зоною самообслуговування та фондом підручників, інформаційний центр, п'ять читальних залів, медіамайстерня, лекційна кімната, виставковий зал та їдальня.
Окрім читального залу Карла фон Осєцького, у старій будівлі розміщені різноманітні спеціальні бібліотеки: бібліотека Медичної асоціації, «Бібліотека Вольфганга Швейцера, Гомеопатична бібліотека Гамбурга», архів Вольфганга Борхерта, бібліотека Лінга та дослідницький центр для німецької еміграційної літератури. До 2014 року тут також розташовувалися Гамбурзька театральна колекція та Центр театральних досліджень. Після передачі фондів з Гамбурзького університету вони були об'єднані з театрально-історичними фондами бібліотеки. Тепер з ними можна ознайомитися через каталог кампусу.
Книгосховищем служить 16-поверхова вежа, компактне сховище та ще одне бібліотечне сховище в Бергедорфі.

## Історія

### Бібліотека міської ради Гамбурга
Бібліотека міської ради Гамбурга була створена в 1479 році як перша публічна бібліотека в місті. Вона спершу розміщувалася в міській ратуші. Бібліотека була відкрита для «кожної поважної людини». Протягом кількох років у справах казначейства Гамбурга зазначені витрати міста на утримання бібліотеки. Однак про подальше місцезнаходження бібліотеки нічого не відомо.

### Шкільна бібліотека в колишньому монастирі Св. Іоанна
Після Реформації 1529 року Йоганнес Буґенгаген запровадив у Гамбурзі новий церковний порядок. Було створено не тільки нову латинську школу Йоганнеум, а й бібліотеку, яка розташувалася в класах колишнього монастиря Святого Йоганна (на місці сьогоднішнього Ратгаусмаркта). У ньому, за церковним порядком, мали бути «всі книги добрі й погані». Швидше за все, в цій бібліотеці були книги розпущених за часів Реформації монастирів.
Коли школа була реформована в 1610—1613 роках в Йоганнеумі почалося створення академічної гімназії, голова ради, а пізніше мер Себастьян фон Берген збирав гроші та пожертвування на книги. Фундаменти були створені не лише радниками та гамбурзькими вченими, а й деякими гільдіями. Придбані й подаровані книги були переважно репрезентативними виданнями стародавньої класики та творами богослов'я й історії; спочатку вони були розміщені в у приміщеннях класів «Пріма». За ректорства вченого-природознавця Йоахіма Юнгіуса Йоганнеум спочатку об'єднали з гімназією, але в 1640 році навчальні заклади були офіційно розділені, а книжковий інвентар був розділений між двома шкільними бібліотеками.

### Загальна бібліотека

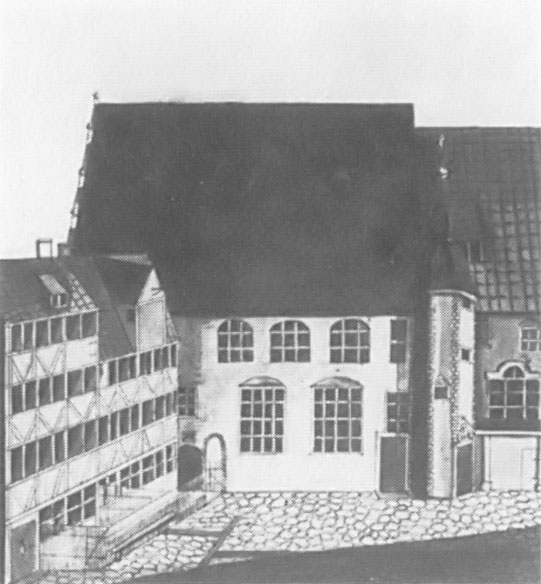
Міська бібліотека над гімназією, стан 1650—1744 рр

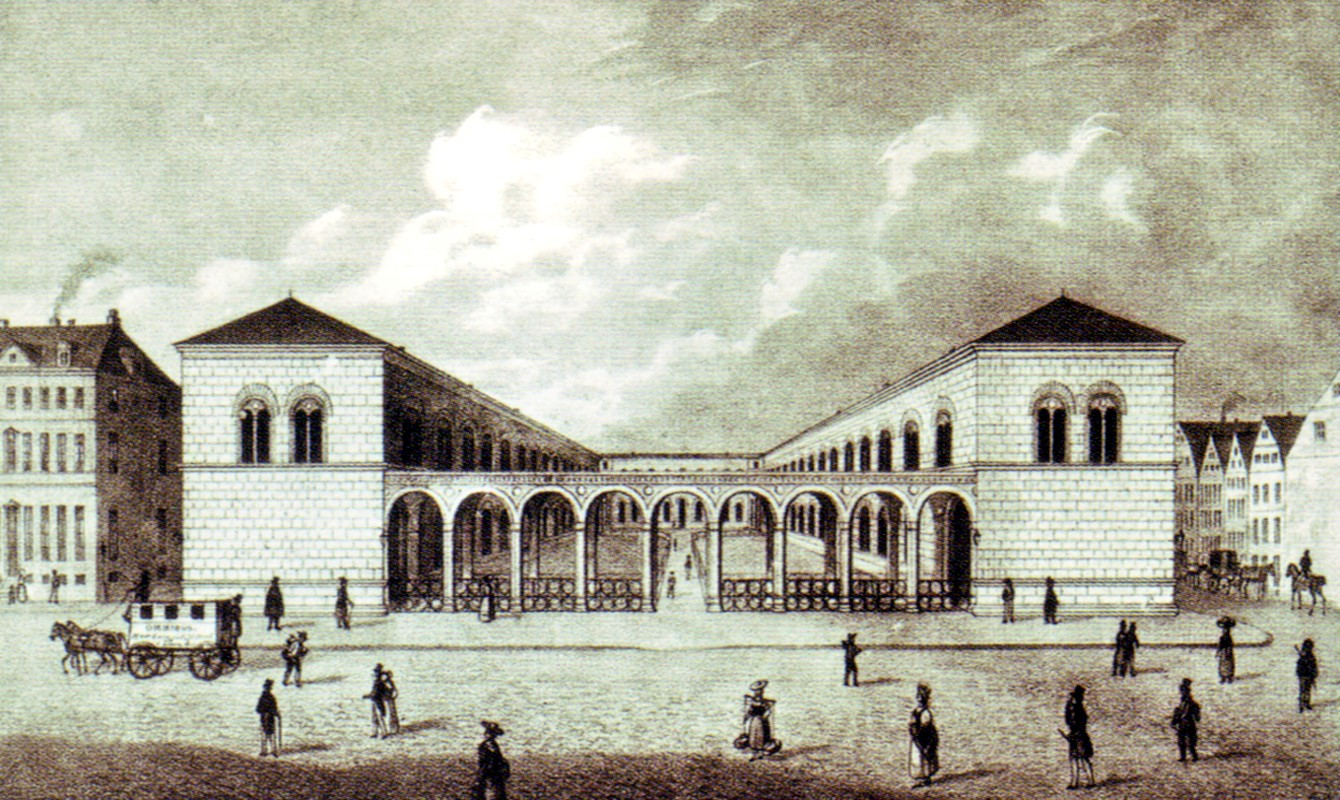
Нова будівля Йоганнеум 1840 року в Шперзорті, де розташовувалася бібліотека до 1943 року

Коли гімназійній бібліотеці були запропоновані більші приватні колекції, у 1649 році в монастирі Св. Йоганна була підготовлена й оформлена бібліотечна зала над гімназією. Особливе враження на сучасників справляв купол, на якому було зображено зоряне небо із зірками, сузір'ями та градусними колами, свого роду небесна куля. Зірки були виготовлені з позолоченого листового металу та розміщені на їхньому «природному місці». У цей час вперше було призначено платного бібліотекаря та видано положення про бібліотеку.
Вчений і юрист Фрідріх Лінденбрух заповів бібліотеці свою колекцію, в якій, крім гуманістичних і юридичних праць, були також цінні рукописи. Професор математики Йоганн Адольф Тассіус продав свої книги та математичні інструменти місту Гамбургу за довічну ренту в розмірі 60 марок Любішен для себе та своєї дружини. Кажуть, що вартість колекції значно перевищила плату. Його рукописна спадщина також потрапила до бібліотеки після його смерті. Свою медичну літературу та препарати міський фізик Пауль Марквард Шлегель заповів бібліотеці.
У 1696 році гамбурзькі друкарі та видавці були зобов'язані здавати копії до бібліотеки, яка з тих пір має право робити легальні копії. У 1751 році вона стала публічною міською бібліотекою та отримала бібліотечні правила, а на тому ж місці було побудовано нову будівлю для розміщення 50 000 томів. У 1781 році було офіційно оголошено, що в майбутньому Гамбурзька міська бібліотека стане ще більш благодійною. У 1801 році вона отримала річний бюджет придбання. У 1840 році школа вчених Йоганнеум переїхала в нову будівлю Йоганнеуму в Шперсорті на місці раніше зруйнованого собору (сьогодні Домплац), де вона була врятована від пожежі в Гамбурзі.

### Державна та університетська бібліотека
Коли 1919 року був заснований Гамбурзький університет, міська бібліотека також взяла на себе завдання університетської бібліотеки. Після переїзду наукової школи Йоганна, комерційна бібліотека (найдавніша бібліотека з економіки) також розмістилася в будівлі на Соборній площі. З першим Гамбурзьким Законом про вищу освіту від 4 лютому 1921 року заклад офіційно перейменували в Державну та університетську бібліотеку. Під час операції «Гомора» в 1943 році бібліотека була знищена. З 850 000 томів 700 000 було знищено під час повітряних нальотів. Збереглася лише частина книжкового фонду, яка була вивезена з міста. Бібліотека Гамбурга вважається німецькою бібліотекою з найбільшими втратами війни.
У 1945 році бібліотека переїхала до будівлі Вільгельмської гімназії в університетському кварталі. У 1960 році було відкрито нове книжкове сховище. У 1968 році добудовано адміністративну будівлю. Останнє крило будівельного комплексу було завершено в 1982 році і відкрито для користувачів. На 50-у річницю спалення нацистами книжок бібліотеці було присвоєно назву Гамбурзька державна та університетська бібліотека Карла фон Осєцького на честь пацифіста-публіциста і лауреата Нобелівської премії миру, який був заарештований нацистами в 1933 році і загинув у ув'язнення в концтаборі. Окрім літератури про політику та дослідження миру, вона збирає пацифістську та антимілітаристську літературу, а також публікації про фон Осецького всіма європейськими мовами в читальні Карла фон Осецького як центрі пам'яті, де також є бібліотека та архів Дослідницького центру імені Вальтера А. Берендсона для будинків німецької еміграційної літератури.

## Фонди
Нинішні фонди Гамбурзької державної та університетської бібліотеки оцінюються приблизно в п'ять мільйонів друкованих та електронних одиниць зберігання. Більшість фондів зберігаються у сховищах. У зоні самообслуговування доступні найновіші фонди за останні десять років. Найважливіші довідкові праці, довідники та журнали знаходяться у вільному доступі в читальних залах, а спеціальні фонди з різних областей (рукописи, гамбургські колекції та колекції карт) перебувають у вільному доступі в спеціальних читальних залах, загалом близько 150 000 томів, а також велика колекція бібліографічних і біографічних довідкових праць (53 тис. томів і 66 тис. мікрофіш), окрім того — збірка підручників для студентів у кількох примірниках з найрізноманітніших галузей знання (близько 50 тис. томів).
Існує також близько 540 000 од. зберігання (56 000 з яких є електронними журналами), 250 інкунабул, близько 580 приватних бібліотек (бібліотеки таких авторів, як Йоахім Юнгіус, Фрідріх Готліб Клопшток, Йоганн Маттесон, Детмель фон, Ханн Річард Янкні, Лілі Де Хенкні, Вольфганг Борхерт, Губерт Фіхте) і близько 780 000 нот і рукописів.
Щороку до фондів Гамбурзької державної та університетської бібліотеки додається близько 65 000 нових томів.

## Видавництво
Бібліотека має власне видавництво Hamburg University Press. З усіма публікаціями видавництва можна ознайомитися безкоштовно через відкритий доступ.